# 隋利軍
隋利軍（1952年7月28日—2024年7月29日），中國音樂家、中國共產黨黨員，漢族，黑龍江省雞西市人，擅長演奏嗩吶及國樂的作曲，是黑龍江國樂創作代表性人物、中華人民共和國國家一級作曲家，在兩岸樂壇十分活躍。他也是滿族音樂理論研究者。
隋利軍現任中國民族管弦樂學會常務理事、中國作曲家專業委員會副主任、黑龍江省民族管弦樂學會會長，黑龍江省農業大學、瀋陽大學、中華民國國立臺南藝術大學亦聘其為教授。

## 生平
1952年7月28日出生在今黑龍江省雞西市境內。小學、中學分別畢業於雞西市穆稜煤礦小學、雞西市穆稜煤礦中學。1968年時參與上山下鄉運動，到嫩江县山河農場當知識青年。1974年考入上海音樂學院民族器樂系，修習嗩吶，師從任同祥。1977年畢業後分配到黑龍江省歌舞劇院工作，曾任嗩吶聲部首席、吹管聲部首席。1987年，黑龍江省歌舞劇院公派中央音樂學院作曲系進修，次年隋利軍加入中國共產黨。1989年自中央音樂學院畢業後，回到黑龍江省歌舞劇院負責作曲。1997年起任黑龍江省歌舞劇院民族樂團團長，2008年升任劇院副院長。2012年，隋利軍退休後又被回聘為專職作曲。

## 榮譽
2002年，隋利軍獲「扎根龍江做奉獻」優秀藝術家稱號。2011年獲第六屆黑龍江省政府十佳文藝工作者稱號。

## 作品
隋利軍自中央音樂學院畢業，回到黑龍江之後，第一首成功作品為三弦彈唱協奏曲《黑土歌》。1990年年初首演時由馮少先擔任彈唱者。在臺灣地區首演時，一些跟著蔣中正來臺的榮民還因而感動落淚，思鄉情起。
隋利军主要代表作品有《黑土歌》，二胡獨奏曲《小白菜》，國樂合奏曲《關東序曲》、《東北風》，三十六簧笙協奏曲《薩滿天神之舞》等。